# Апельганец, Елена Яковлевна
Елена Яковлевна Апельганец (род. 13 августа 1975) — советская и 
казахстанско-российская хоккеистка (хоккей на траве и индорхоккей),
мастер спорта Республики Казахстан международного класса (1997).
мастер спорта России международного класса (2003).

## Биография
Елена Апельганец - дочь ЗТр КазССР
Я.И. Апельганца - прославленного тренера
алма-атинского Динамо.
Начала играть в хоккей на траве в 1987 году. В 1988 году в составе команды ДЮСШ завоевала
бронзу на турнире "Травушка", проводившемся в Черкассах (Украина).
В составе сборной Казахстана стала чемпионом СССР 1988 года среди девушек до 16 лет.
А через год - чемпионом СССР среди девушек до 18 лет.
В 1990 году - снова становится чемпионом среди девушек до 18 лет.
В 1993 году на турнире памяти Индиры Ганди в составе
сборной Казахстана,
где казахстанкая команда занимает 4 место.
В 1996 году в составе сборной Казахстана завоевала Кубок Азии
и выход в группу А.
В 1997 году в составе сборной Казахстана завоевала серебряные
награды мусульманских игр.
За эту победу Е.Я. Апельганец присвоено звание мастер спорта Республики Казахстан международного класса.
В 1998 году принимала участие в Азиаде-1998 в Бангкоке.
В 1999 году в составе Связист становится бронзовым призёром
чемпионата России. Участвуя в Кубке Азии завоевали путёвку
на Кубок мира.
С 2000 года - игрок дзержинскогоСинтеза.
В первом же сезоне стала бронзовым призёром чемпионата России.
В составе сборной Казахстана  принимает участие в Кубке Мира.
В 2001 году - серебряный призёр чемпионата России. Четыре раза становится чемпионом России (2002, 2003, 2004, 2005)
Двукратный (2003, 2005) чемпион России по индорхоккею.
Двукратный (2004, 2005) обладатель Кубка России.
Серебряный призёр Кубка обладателей кубков Европейских стран 2003 года.
Обладатель Кубка "Трофи" Европейских стран 2004 года.
С 2001 года - игрок сборной России. В составе сборной участвовала в
чемпионате мира 2003 года, квалификационном предолимпийском турнире 2004 года.
Участник Олимпиады-2004.
С 2005 года играет в Италии.